# Daphne Hellman
Daphne Hellman (* 2. Dezember 1915 in New York City als Daphne Van Beuren Bayne; † 4. August 2002 ebenda) war eine amerikanische Jazz- und Easy-Listening-Harfenistin und Philanthrop.

## Leben und Wirken
Hellman, die Mitglied einer wohlhabenden Bankiersfamilie war, begann mit zwölf Jahren, Konzertharfe zu lernen. In den nächsten Jahren beschäftigte sie sich mit Schauspielerei und stand Modell, u. a. für Man Ray, bevor sie sich mit Harry Bull, dem Herausgeber des „Town and Country Magazin“ vermählte.
Unmittelbar nach der Scheidung 1941 heiratete sie den Journalisten Geoffrey Hellman, der für den New Yorker schrieb; kurz darauf gab sie ihr erstes Konzert – in der Carnegie Hall. Sie spielte anschließend regelmäßig in den Nacht- und Jazzclubs der Stadt. Unter anderem arbeitete sie mit Blossom Dearie und mit Ving Merlin und dessen All-Girl Band. 1958 legte sie ihr Debütalbum mit Mitch Miller vor. In The Village Gate trat sie, wenn sie in New York war, 28 Jahre lang jeden Dienstagabend mit ihrem Trio Hellman’s Angels, zu dem lange Jahre Bassist Lyn Christie gehörte, auf. Sie spielte eine eklektische Mischung von Bach über Brubeck bis zu den Beatles. Daneben war sie jedoch auch als Straßenmusikerin aktiv und gab für die „Hospital Audiences, Inc.“, der sie auch großzügige Spenden aus dem eigenen Vermögen zukommen ließ, Konzerte in den Krankenhäusern der Stadt. Daneben unternahm sie regelmäßig Tourneen durch die Vereinigten Staaten, aber auch durch Teile Asiens und Australien, aber auch durch Madagaskar. Auch trat sie 1984 in Paris auf.
1989/1990 führte sie Harfen-Workshops an der University of Arizona durch.
Der Gitarrist Sandy Bull und die Sitarspielerin Daisy Paradis sind ihre Kinder.

## Diskographische Hinweise
- Holiday for Harp

## Lexigraphische Einträge
- Whitney Balliett: New York Voices: Fourteen Portraits University Press of Mississippi 2006; ISBN 978-1578068364
- Leonard Feather, Ira Gitler: The Biographical Encyclopedia of Jazz. Oxford University Press, New York 1999, ISBN 0-19-532000-X.